# Al-Ittihad Al-Iskandary (pallacanestro)
L'Al-Ittihad Al-Iskandary (in arabo: نادي الإتحاد السكندري; Union Alexandria Club) è un club di pallacanestro professionistico egiziano con sede ad Alessandria d'Egitto. Fondato nel 1914, la squadra milita nella Egyptian Basketball Super League, la massima divisione del campionato di pallacanestro in Egitto.
La squadra disputa le proprie partite casalinghe nella Kamal Shalaby Hall, un impianto che negli anni è diventato un autentico tempio per gli appassionati della pallacanestro ad Alessandria. I tifosi, sempre calorosi e numerosi, identificano l’Al Ittihad con il soprannome di Masters of the City, un titolo che celebra il dominio sportivo del club nella loro città e nel panorama cestistico nazionale.

## Storia
L'Al Ittihad Alexandria Club è uno dei più antichi e prestigiosi club sportivi d'Egitto. Fondato nel 1914 ad Alessandria, il club ha inizialmente costruito la propria fama nel calcio, ma con il tempo la sezione di pallacanestro è diventata uno dei suoi fiori all’occhiello. Oggi, la squadra di basket dell'Al Ittihad è considerata una vera e propria potenza della pallacanestro egiziana.
Fin dagli inizi, il club ha puntato sulla valorizzazione del talento locale e sull'affermazione nelle competizioni nazionali. Grazie a una filosofia improntata sulla disciplina, la formazione giovanile e il gioco di squadra, Al Ittihad Alexandria è riuscito a costruire una tradizione vincente che dura da decenni. Il club si classifica al secondo posto per numero di titoli nella Egyptian Basketball Super League, con 14 campionati vinti. A questi successi si aggiungono 14 Coppe d'Egitto e 3 Supercoppe egiziane.
Il dominio di Al Ittihad non si è limitato all'interno dei confini egiziani. In campo internazionale, il club ha raggiunto importanti traguardi: nel 1987 ha vinto la FIBA Africa Clubs Champions Cup, la massima competizione continentale, dopo aver sconfitto in finale la squadra dell'Angola del Primeiro de Agosto per 86-63, conquistando il suo primo e unico titolo continentale africano, diventando inoltre la prima squadra dell'Egitto a riuscire a vincere la competizione. Inoltre, l' Al Ittihad si è affermato anche a livello arabo, vincendo ben 7 Arab Club Basketball Championship, consolidando la propria reputazione come una delle squadre più rispettate non solo in Egitto ma anche nel mondo arabo.
Il 24 dicembre 2022, durante la sfida valida per la Egypt Basketball Supercup, si verificò un grave incidente nella Hassan Moustafa Sports Hall del Cairo. Una parte delle tribune crollò parzialmente, provocando il ferimento di 27 persone. L'evento suscitò grande preoccupazione nel mondo dello sport egiziano e portò alla sospensione immediata della partita. In seguito all'incidente, le autorità decisero di rinviare l'incontro al 12 gennaio 2023 per garantire condizioni di sicurezza adeguate agli spettatori e ai giocatori. Tuttavia, la finale non ebbe luogo: infatti, il club dell'Al-Ahly decise di concedere la partita vinta all'Al-Ittihad, rinunciando ufficialmente alla sfida per motivi legati alla sicurezza e alle condizioni emotive della propria tifoseria.
Al termine della stagione 2023-2024 della Egyptian Basketball Super League, la squadra ha sconfitto nella serie delle finali l'Al-Ahly per 3-1, conquistando così la vittoria del quattordicesimo titolo nazionale da parte dell'Al-Ittihad. Questa vittoria ha anche fatto sì che la squadra guadagnasse la qualificazione diretta per la Basketball Africa League 2025, la prima edizione della competizione a cui la squadra prenderà parte

## Palmarès

### Titoli nazionali
- Egyptian Basketball Super League
  - Campioni (16): 1979, 1982, 1983, 1984, 1985, 1986, 1987, 1990, 1992, 1995, 1996, 1999, 2009, 2010, 2020, 2024
- Egypt Basketball Cup
  - Campioni (14): 1976, 1978, 1982 ,1983, 1984, 1985, 1986, 1987, 1989, 2010, 2012, 2020, 2021, 2024
- Egypt Basketball Super Cup
  - Campioni (4): 2020, 2021, 2022, 2024

### Titoli internazionali
- FIBA Africa Clubs Champions Cup
  - Campioni (1): 1987
  - Finalista (1): 1996
  - Quarto posto (1): 2012
- Arab Club Basketball Championship
  - Campioni (7): 1987, 1991, 1994, 1996, 2002, 2018, 2019
  - Finalista (1): 2024
  - Terzo posto (3): 1992, 1999, 2010
- Bahraini-Egyptian Super Cup
  - Campioni (1): 2024[7]

## Organico
Organico per la stagione 2024-2025
|    | Naz.                                            | Ruolo | Sportivo            | Anno | Alt. | Peso |  |
| -- | ----------------------------------------------- | ----- | ------------------- | ---- | ---- | ---- |  |
| 0  | Stati Uniti (bandiera) · Porto Rico (bandiera)  | AG    | Kyle Vinales        | 1992 | 188  | 88   |  |
| 1  | Egitto (bandiera)                               | PG    | Ahmed Metwaly       | 1997 | 177  | 79   |  |
| 2  | Egitto (bandiera)                               | G     | Mido Mohamed        | 1996 | 184  | 82   |  |
| 3  | Egitto (bandiera) · Stati Uniti (bandiera)      | PG    | Yusuf Shehata       | 1996 | 183  | 79   |  |
| 6  | Egitto (bandiera)                               | AG    | Haytham Kamal       | 1987 | 207  | 106  |  |
| 10 | Egitto (bandiera)                               | C     | Anas Mahmoud        | 1995 | 214  | 104  |  |
| 11 | Egitto (bandiera)                               | G     | Bassem Al-Laithi    |      |      |      |  |
| 14 | Egitto (bandiera)                               | C     | Ahmed Khalaf        | 1998 | 211  | 100  |  |
| 15 | Egitto (bandiera)                               | G     | Mohab Refaat        | 2007 | 190  | 88   |  |
| 16 | Egitto (bandiera)                               | AP    | Talaat Abdelmeguid  | 2005 | 198  | 93   |  |
| 20 | Egitto (bandiera) · Grecia (bandiera)           | AG    | Yaser Saleh         | 1998 | 195  | 103  |  |
| 23 | Egitto (bandiera)                               | AP    | Youssef Aboushousha | 1993 | 192  | 87   |  |
| 41 | Sudan del Sud (bandiera)                        | C     | Matong Muorwel      | 2007 | 216  | 103  |  |
| 42 | Egitto (bandiera)                               | AG    | Aly Ahmed           | 1992 | 206  | 113  |  |
| 45 | Sudan del Sud (bandiera) · Australia (bandiera) | AG    | Majok Deng          | 1993 | 205  | 84   |  |
|    | Egitto (bandiera)                               | AP    | Rami Magdy          | 2007 | 198  | 86   |  |
|    | Egitto (bandiera)                               | AP    | Yassin Mohamed      | 2005 | 197  | 89   |  |
|    | Egitto (bandiera)                               | G     | Abdelrahman Khaled  |      |      |      |  |

### Staff tecnico
| Ruolo           | Nome       |
| --------------- | ---------- |
| Capo Allenatore | Ahmed Omar |

## Cestisti

### Cestisti celebri
- Moamen Abouelanin
- Youssef Aboushousha
- Ismail Ahmad
- Sean Armand
- Jaylen Barford
- Kevin Burleson
- Deng Deng
- Majok Deng
- Solo Diabate
- Amine Rzig
- Orabi Mohammed
- Moustafa Fouda
- Ahmed Adel
- Kyle Vinales
- Ramon Galloway
- Manny Harris
- Marvelle Harris
- Thomas John III
- Dominique Johnson
- Michael Dixon
- Haytham Kamal
- Ahmed Khalaf
- George King
- Anas Mahmoud
- Jordan McRae
- Chris Crawford
- Jeffrey Addai
- Ashraf Rabie
- Mouhanad El-Sabagh
- Shannon Shorter
- Joe Chealey
- Leslie Chauncey
- Corey Webster
- Edgaras Želionis

## Allenatori
- Tarek Selim: (2006-2007)
- Tarek El Sabbagh: (2008-2009)
- Omro Abou el Khayre: (2009)
- Omro Abou el Khayre: (2018-2019)
- Ahmed Marei: (2019-2022)
- Miodrag Perišić: (giugno - ottobre 2022)
- Henrik Rödl: (2022-2023)[9]
- Ahmed Omar: (2023-in carica)